# Stegana zhangi
Stegana zhangi är en tvåvingeart som beskrevs av Vasily S. Sidorenko 1997. Stegana zhangi ingår i släktet Stegana och familjen daggflugor. Inga underarter finns listade i Catalogue of Life.